# Tacoma
Tacoma (anglická výslovnost: [təˈkoʊmə]IPA, americká výslovnost: [tə·kō′·mə]IPA) je americké přístavní město v okrese Pierce ve státě Washington. Nachází se 51 kilometrů jihozápadně od Seattlu, 50 kilometrů severovýchodně od hlavního města státu, Olympie, a 93 kilometrů severozápadně od národního parku Mount Rainier. Podle censu z roku 2000 žilo ve městě 193 556 obyvatel a podle odhadu z roku 2009 celkem 199 637 obyvatel. Počtem obyvatel se tak jedná o třetí nejlidnatější město státu Washington.
Na západ od města stával přes Tacomskou úžinu most Tacoma Narrows Bridge, známý svým zřícením v důsledku aeroelastického chvění. Dva nové mosty nyní spojují město s Kitsapovým poloostrovem.

## Partnerská města
- Valdivia, Chile
- Ålesund, Norsko
- Brovary, Ukrajina (2017)
- Cienfuegos, Kuba
- Davao, Filipíny
- Fu-čou, Čína
- George, Jihoafrická republika
- N'Djamena, Čad
- Kunsan, Jižní Korea
- Kirjat Mockin, Izrael
- Kitakjúšú, Japonsko
- Tchaj-čung, Tchaj-wan
- Vladivostok, Rusko

## Slavní rodáci
- Bing Crosby (1903–1977), americký zpěvák a herec[3]
- Gretchen Fraser (1919–1994), americká alpská lyžařka, olympijská vítězka ze ZOH 1948[4]
- Frank Herbert (1920–1986), americký spisovatel, autor sci-fi série Duna[5]
- Jerry Cantrell (* 1966), americký kytarista, zpěvák a hudební skladatel, člen kapely Alice in Chains[6]
- Tejay van Garderen (* 1988), americký profesionální silniční cyklista, mistr světa z časovky družstev z roku 2014
- Isaiah Thomas (* 1989), americký profesionální basketbalista[7]